# Vic Seixas
Elias Victor "Vic" Seixas Junior (Filadélfia, 30 de agosto de 1923 – 5 de julho de 2024) foi um tenista norte-americano, de origem luso-sefardita. Por treze anos esteve entre o Top Ten dos tenistas norte-americanos. Seu ponto alto foi em 1953, quando alcançou o primeiro lugar no ranking mundial.

## Biografia
Seixas nasceu na Filadélfia, Pensilvânia, filho de Anna Victoria (Moon), que era de ascendência irlandesa, e Elias Victor Seixas, de ascendência judaica (sefardita). Ele estudou e se formou na Penn Charter School William, onde ele era uma estrela do tênis.
Depois de servir na Segunda Guerra Mundial, ele estudou na Universidade da Carolina do Norte em Chapel Hill (UNC), onde ele era um membro da Alpha Sigma da fraternidade Chi Psi. Ele se formou em 1949, o mesmo ano em que UNC concedeu-lhe a Medalha de Patterson no atletismo.

## Carreira
Na sua longa carreira, interrompida por três anos durante a Segunda Guerra Mundial quando foi piloto da Força Aérea dos Estados Unidos. Jogando em simples, venceu o Torneio de Wimbledon em 1953 e o Aberto dos Estados Unidos em 1954. Jogando em duplas, venceu em todos os torneios de Grand Slam, sendo que em duplas mistas, venceu em Wimbledon entre 1953 e 1956, as três primeiras vezes com Doris Hart e a quarta com Shirley Fry; venceu o U.S. Open entre 1953 e 1955, jogando com Doris Hart e venceu o Aberto da França em 1953 com Doris Hart. Jogando em duplas masculinas, venceu o U.S. Open ao lado de Mervyn Rose em 1952 e de Tony Trabert em 1954, venceu o Aberto da França em 1954 e 1955 ao lado de Trabert e venceu o Aberto da Austrália em 1955 ao lado de Trabert.
Pela Copa Davis, defendeu a seleção nacional entre 1951 e 1957 e venceu em 1954.
Teve seu nome incluso do International Tennis Hall of Fame em 1971.

## Morte
Seixas morreu em 5 de julho de 2024, aos cem anos.

## Torneios de Grand Slam

### Campeão em simples (2)
| Ano  | Torneio              | Oponente na final | Resultado          |
| 1953 | Torneio de Wimbledon | Kurt Nielsen      | 9–7, 6–3, 6–4      |
| 1954 | US Open              | Rex Hartwig       | 3-6, 6-2, 6-4, 6-4 |

### Finalista em simples (3)
| Ano  | Torneio          | Oponente na final | Resultado          |
| 1951 | US Open          | Frank Sedgman     | 6–4, 6–1, 6–1      |
| 1953 | Aberto da França | Ken Rosewall      | 6–3, 6–4, 1–6, 6–2 |
| 1953 | US Open          | Tony Trabert      | 6–3, 6–2, 6–3      |

### Campeão em duplas masculinas (5)
| Ano  | Torneio           | Par          | Oponentes na final                  | Resultado                 |
| 1952 | US Open           | Mervyn Rose  | Ken McGregor / Frank Sedgman        | 3–6, 10–8, 10–8, 6–8, 8–6 |
| 1954 | Aberto da França  | Tony Trabert | Lew Hoad / Ken Rosewall             | 6–4, 6–2, 6–1             |
| 1954 | US Open           | Tony Trabert | Lew Hoad / Ken Rosewall             | 3–6, 6–4, 8–6, 6–3        |
| 1955 | Open da Austrália | Tony Trabert | Lew Hoad / Ken Rosewall             | 6–3, 6–2, 2–6, 3–6, 6–1   |
| 1955 | Aberto da França  | Tony Trabert | Nicola Pietrangeli / Orlando Sirola | 6–1, 4–6, 6–2, 6–4        |

### Finalista em duplas (3)
| Ano  | Torneio   | Par                 | Oponentes na final           | Resultado          |
| 1952 | Wimbledon | Mervyn Rose         | Ken McGregor / Frank Sedgman | 6–3, 7–5, 6–4      |
| 1954 | Wimbledon | Tony Trabert        | Rex Hartwig / Mervyn Rose    | 6–4, 6–4, 3–6, 6–4 |
| 1956 | US Open   | Hamilton Richardson | Lew Hoad / Ken Rosewall      | 6–2, 6–2, 3–6, 6–4 |